# Iperu
Iperu ou Tubarão foi uma liderança indígena tupinambá do século XVI na região onde hoje é a cidade brasileira de Salvador (Bahia).

## Biografia
Na condição de cacique de uma das aldeias indígenas mais próximas da cidade que fora fundada em 1549, ele foi uma figura política importante nas primeiras décadas de implantação da Capitania da Baía de Todos os Santos, no século XVI, tendo sofrido tenaz perseguição por Tomé de Sousa, então designado governador-geral do Brasil.
Depois de vários conflitos com os soldados do governador-geral, o cacique Iperu negociou um acordo de paz com os colonizadores portugueses, restituindo vários dos reféns capturados na cidade-fortaleza do Salvador.
Com a conversão de Iperu ao cristianismo, a aldeia de Iperu ou Tubarão, que se encontrava localizada ao sul da cidade-fortaleza na área contemporaneamente compreendida como o bairro de São Bento, estabeleceu-se o aldeamento de São Sebastião, mas que continuaria a ser conhecida por alguns anos pelo nome de aldeia de Tubarão ou Ipiru.